# 2022-es labdarúgó-világbajnokság-selejtező (UEFA – D csoport)
A 2022-es labdarúgó-világbajnokság európai selejtező, D csoportjának eredményeit tartalmazó lapja. A csoportban a csapatok körmérkőzéses, oda-visszavágós rendszerben játszottak egymással. A csoport győztese kijutott a világbajnokságra, a csoport második helyezettje pótselejtezőn vett részt.
A csoportban Franciaország, Ukrajna, Finnország, Bosznia-Hercegovina és Kazahsztán szerepelt.

## Tabella
| Hely. | Csapat              | M | Gy | D | V | G+ | G– | Gk  | P  | Továbbjutás                         |     | Franciaország | Ukrajna | Finnország | Bosznia-Hercegovina | Kazahsztán |
| ----- | ------------------- | - | -- | - | - | -- | -- | --- | -- | ----------------------------------- | --- | ------------- | ------- | ---------- | ------------------- | ---------- |
| 1.    | Franciaország       | 8 | 5  | 3 | 0 | 18 | 3  | +15 | 18 | Kijutott a 2022-es világbajnokságra |     | —             | 1–1     | 2–0        | 1–1                 | 8–0        |
| 2.    | Ukrajna             | 8 | 2  | 6 | 0 | 11 | 8  | +3  | 12 | Pótselejtezőn vett részt.           |     | 1–1           | —       | 1–1        | 1–1                 | 1–1        |
| 3.    | Finnország          | 8 | 3  | 2 | 3 | 10 | 10 | 0   | 11 |                                     |     | 0–2           | 1–2     | —          | 2–2                 | 1–0        |
| 4.    | Bosznia-Hercegovina | 8 | 1  | 4 | 3 | 9  | 12 | −3  | 7  |                                     | 0–1 | 0–2           | 1–3     | —          | 2–2                 |            |
| 5.    | Kazahsztán          | 8 | 0  | 3 | 5 | 5  | 20 | −15 | 3  |                                     | 0–2 | 2–2           | 0–2     | 0–2        | —                   |            |

## Mérkőzések
A menetrendet az UEFA a sorsolást követő napon, 2020. december 8-án tette közzé.
Az időpontok közép-európai idő szerint, zárójelben helyi idő szerint értendők.
| 2021. március 24. 20:45 (21:45 UTC+2) |

| Finnország    | 2–2               | Bosznia-Hercegovina       |
| ------------- | ----------------- | ------------------------- |
| Pukki 58' 77' | (0–0) Jegyzőkönyv | Pjanić 55' Stevanović 84' |

| Olimpiai Stadion, Helsinki Játékvezető: Tasos Sidiropoulos (görög) |

| 2021. március 24. 20:45 |

| Franciaország | 1–1               | Ukrajna        |
| ------------- | ----------------- | -------------- |
| Griezmann 19' | (1–0) Jegyzőkönyv | Szidorcsuk 57' |

| Stade de France, Saint-Denis Játékvezető: Tobias Stieler (német) |

| 2021. március 28. 15:00 (19:00 UTC+6) |

| Kazahsztán | 0–2               | Franciaország                 |
| ---------- | ----------------- | ----------------------------- |
|            | (0–2) Jegyzőkönyv | Dembélé 19' Malyi 44' (öngól) |

| Asztana Arena, Nur-Szultan Játékvezető: Alekszej Kulbakov (fehérorosz) |

| 2021. március 28. 20:45 (21:45 UTC+3) |

| Ukrajna    | 1–1               | Finnország           |
| ---------- | ----------------- | -------------------- |
| Moraes 80' | (0–0) Jegyzőkönyv | Pukki 89' (11-esből) |

| Olimpiai Stadion, Kijev Játékvezető: Kovács István (román) |

| 2021. március 31. 20:45 |

| Bosznia-Hercegovina | 0–1               | Franciaország |
| ------------------- | ----------------- | ------------- |
|                     | (0–0) Jegyzőkönyv | Griezmann 60' |

| Stadion Grbavica, Szarajevó Játékvezető: Daniele Orsato (olasz) |

| 2021. március 31. 20:45 (21:45 UTC+3) |

| Ukrajna       | 1–1               | Kazahsztán   |
| ------------- | ----------------- | ------------ |
| Jaremcsuk 20' | (1–0) Jegyzőkönyv | Muzhikov 59' |

| Olimpiai Stadion, Kijev Játékvezető: Matej Jug (szlovén) |

| 2021. szeptember 1. 16:00 (20:00 UTC+6) |

| Kazahsztán          | 2–2               | Ukrajna                  |
| ------------------- | ----------------- | ------------------------ |
| Valiullin 74' 90+6' | (0–1) Jegyzőkönyv | Jaremcsuk 2' Sikan 90+3' |

| Astana Arena, Nur-Szultan Játékvezető: Donatas Rumšas (litván) |

| 2021. szeptember 1. 20:45 |

| Franciaország | 1–1               | Bosznia-Hercegovina |
| ------------- | ----------------- | ------------------- |
| Griezmann 40' | (1–1) Jegyzőkönyv | Džeko 36'           |

| Stade de la Meinau, Strasbourg Játékvezető: Sandro Schärer (svájci) |

| 2021. szeptember 4. 18:00 (19:00 UTC+3) |

| Finnország     | 1–0               | Kazahsztán |
| -------------- | ----------------- | ---------- |
| Pohjanpalo 60' | (0–0) Jegyzőkönyv |            |

| Olimpiai Stadion, Helsinki Játékvezető: Sergei Ivanov (orosz) |

| 2021. szeptember 4. 20:45 (21:45 UTC+3) |

| Ukrajna        | 1–1               | Franciaország |
| -------------- | ----------------- | ------------- |
| Shaparenko 44' | (1–0) Jegyzőkönyv | Martial 51'   |

| Olimpiai Stadion, Kijev Játékvezető: Slavko Vinčić (szlovén) |

| 2021. szeptember 7. 20:45 |

| Bosznia-Hercegovina              | 2–2               | Kazahsztán                 |
| -------------------------------- | ----------------- | -------------------------- |
| Pjanić 74' (11-esből) Menalo 86' | (0–0) Jegyzőkönyv | Kuat 52' Zaynutdinov 90+5' |

| Bilino Polje Stadion, Zenica Játékvezető: Yigal Frid (izraeli) |

| 2021. szeptember 7. 20:45 |

| Franciaország     | 2–0               | Finnország |
| ----------------- | ----------------- | ---------- |
| Griezmann 25' 53' | (1–0) Jegyzőkönyv |            |

| Parc Olympique Lyonnais, Lyon Játékvezető: Deniz Aytekin (német) |

| 2021. október 9. 15:00 (19:00 UTC+6) |

| Kazahsztán | 0–2               | Bosznia-Hercegovina |
| ---------- | ----------------- | ------------------- |
|            | (0–1) Jegyzőkönyv | Prevljak 25' 66'    |

| Astana Arena, Nur-Szultan Játékvezető: Davide Massa (olasz) |

| 2021. október 9. 18:00 (19:00 UTC+3) |

| Finnország | 1–2               | Ukrajna                     |
| ---------- | ----------------- | --------------------------- |
| Pukki 29'  | (1–2) Jegyzőkönyv | Jarmolenko 4' Jaremcsuk 34' |

| Olimpiai Stadion, Helsinki Játékvezető: Jesús Gil Manzano (spanyol) |

| 2021. október 12. 16:00 (20:00 UTC+6) |

| Kazahsztán | 0–2               | Finnország    |
| ---------- | ----------------- | ------------- |
|            | (0–1) Jegyzőkönyv | Pukki 45' 48' |

| Astana Arena, Nur-Szultan Játékvezető: Halis Özkahya (török) |

| 2021. október 12. 20:45 (21:45 UTC+3) |

| Ukrajna        | 1–1               | Bosznia-Hercegovina |
| -------------- | ----------------- | ------------------- |
| Jarmolenko 15' | (1–0) Jegyzőkönyv | Ahmedhodžić 77'     |

| Aréna Lviv, Lviv Játékvezető: Felix Zwayer (német) |

| 2021. november 13. 15:00 |

| Bosznia-Hercegovina | 1–3               | Finnország                          |
| ------------------- | ----------------- | ----------------------------------- |
| Menalo 69'          | (0–1) Jegyzőkönyv | Forss 29' Lod 51' O'Shaughnessy 73' |

| Bilino Polje Stadion, Zenica Játékvezető: Michael Oliver (angol) |

| 2021. november 13. 20:45 |

| Franciaország                                                             | 8–0               | Kazahsztán |
| ------------------------------------------------------------------------- | ----------------- | ---------- |
| Mbappé 6' 12' 32' 87' Benzema 55' 59' Rabiot 75' Griezmann 84' (11-esből) | (3–0) Jegyzőkönyv |            |

| Parc des Princes, Párizs Játékvezető: Glenn Nyberg (svéd) |

| 2021. november 16. 20:45 |

| Bosznia-Hercegovina | 0–2               | Ukrajna                  |
| ------------------- | ----------------- | ------------------------ |
|                     | (0–0) Jegyzőkönyv | Zincsenko 59' Dovbyk 79' |

| Bilino Polje Stadium, Zenica Játékvezető: Antonio Mateu Lahoz (spanyol) |

| 2021. november 16. 20:45 (21:45 UTC+2) |

| Finnország | 0–2               | Franciaország          |
| ---------- | ----------------- | ---------------------- |
|            | (0–0) Jegyzőkönyv | Benzema 66' Mbappé 76' |

| Olimpiai Stadion, Helsinki Játékvezető: Marco Guida (olasz) |